# Littérature contemporaine en irlandais
Bien que l'on utilise l'irlandais comme langue littéraire depuis plus d'un millier d'années, et qu'il soit intelligible aux lecteurs d'aujourd'hui depuis le XVIe siècle, on dit que la littérature contemporaine en irlandais commence avec le début du renouveau gaélique environ 1896.

## L'épanouissement
Au début de cette période, les partisans du renouveau gaélique préfèrent le style plus récent de l'irlandais classique (Gaeilge na scol) comme on le pratiquait dans le XVIIe siècle, particulièrement dans l'œuvre de Seathrún Céitinn, maître littéraire possédant un style assez élégant. Ce modèle a été remplacé néanmoins par la langue vernaculaire (caint na ndaoine), surtout comme recommandé par Peadar Ua Laoghaire, curé, écrivain et militant de langue maternelle irlandaise. Il publia un roman célèbre tiré d'un conte folklorique et intitulé Séadna, décrivant d'une manière vivante comment un paysan se montre plus malin que le diable. Il est l’auteur de beaucoup d'autres livres, y compris Mo Scéal Féin (« Histoire de ma vie »), autobiographie qui contient une description déchirante de la Grande Famine.
Parmi les centaines d'écrivains qui participaient au renouveau gaélique, il faut faire mention particulière de Patrick Pearse, auteur, journaliste et révolutionnaire qu'on fusilla en 1916 après l'insurrection de Pâques. Il apprit l'irlandais dans l’ouest de l'Irlande, en Connemara, et écrit des contes idéalisés mais d'un style décidément moderne sur le peuple de cette région, en plus de poèmes classiques.
Un d’entre les personnalités plus frappant de la période était Patrick Dineen, prêtre, savant, écrivain (c'est lui qui écrit le premier roman en irlandais) et créateur du premier dictionnaire moderne de la langue, instrument indispensable d'une littérature contemporaine. Doté d'une capacité étonnante de travail, il était un partisan formidable pour la cause de l'irlandais.
Pádraic Ó Conaire, écrivain et journaliste, était le premier à créer des contes réalistes en irlandais dans une tradition européenne, bien que son œuvre plus célèbre soit le roman Deoraíocht (« L'Exil »), histoire qui mélange le réalisme, la tragédie et l'absurde. Il est mort relativement jeune dans les années 1920, déjà une personnalité de légende à cause de son talent et d'un caractère drôle et engageant.

## Écrivains des régionsGaeltacht

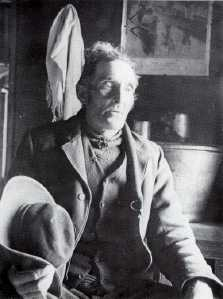
Tomás Ó Criomhthain.

Le mot Gaeltacht désigne les régions où l’on parle le gaélique irlandais comme langue maternelle. Dans cette période les savants commençaient à fréquenter ces régions à la recherche du matériel folklorique, ce qui entraîna la création des autobiographies remarquables, dont Peig de Peig Sayers, An tOileánach ("L’homme de l’île") de Tomás Ó Criomhthain, et Fiche Bliain ag Fás ("Vingt années en croissant") de Muiris Ó Súilleabháin.
Il faut mentionner aussi  Rotha Mór an tSaoil ("Le cycle de la vie"), autobiographie de Micí Mac Gabhann qui évoque la ruée vers l’or dans le Klondike vers la fin du XIXe siècle et les privations des mineurs Irlandais.
Deux d’entre les écrivains plus formidables de cette période sont les frères Séamus Ó Grianna et Seosamh Mac Grianna, représentants de la tradition littéraire d’Ulster au nord du pays. Séamas est le plus prolifique d’entre eux, mais Seosamh a créé l’œuvre la plus impressionnante. Affligé d’une psychose en 1935, il est resté condamné à passer le reste de sa vie à un hôpital psychiatrique. Avant sa maladie, pourtant, il a écrit un roman puissant sur la transition difficile à la modernité dans une région de langue irlandaise (la sienne), œuvre intitulée An Druma Mór ("Le grand tambour"), et Mo Bhealach Féin ("Le chemin à moi"), description introspective et hallucinante d’une voyage en vagabond. Les frères étaient traducteurs, et Seosamh, par exemple, a rendu Almayer’s Folly ("La sottise d’Almayer") de Joseph Conrad en irlandais.

## Le modernisme
L’écrivain le plus formidable de l’époque contemporaine est Máirtín Ó Cadhain (1905-1970), instituteur de Connemara , littérateur engagé, socialiste et anticlérical par conviction, partisan belliqueux de sa langue maternelle et membre de l’IRA, ce qui a incité les autorités à l’interner au Camp de Curragh (Curach, comté de Kildare), pendant la seconde guerre mondiale. Cette résidence forcée lui permet de commencer son chef-d’œuvre, le roman Cré na Cille (en) (Poussière de cimetière), histoire des morts dont les voix incessantes maintiennent les vieilles querelles d’une vie épuisée. C’est un démenti de l’image sentimentale des régions de langue irlandaise caractéristique de l’époque du renouveau gaélique, et un superbe exemple de la prose moqueuse et mordante de l’auteur. Il a également été l'auteur de nombreux recueils de contes, et de beaucoup d’essais et de brochures.
Sa prose se caractérise par une pénétration psychologique et une densité stylistique qui rendent son œuvre assez difficile pour un débutant. Et son vocabulaire est d’une richesse extraordinaire. S'appuyant sur une version enrichie de son dialecte natal, son style se fait plus transparent avec le temps, ce qui reflète les circonstances changeantes de sa vie, y compris l’ambiance urbaine.
Le modernisme a connu d'autres interprètes, souvent d’origine urbaine :
- Eoghan Ó Tuairisc (en) (1919-1982, connu en anglais comme Eugene Watters) est poète et dramaturge, mais il est plus célèbre pour des romans historiques :  L'Attaque (histoire d’une révolte qui s’est passé en 1798 avec l’assistance des forces françaises) et Dé Luain ("Lundi" – histoire de l’insurrection de Pâques en 1916),
- Diarmuid Ó Súilleabháin (en) (1947-1991) s’intéresse à la vie urbaine, tente de l’analyser et de la décrire au moyen d’une langue qu’il faut adapter soigneusement à un milieu bourgeois,
- Brendan Devlin (en) (1931-, Breandán Ó Doibhlin), prêtre, critique, francophone, se passionne des nouvelles théories littéraires, auteur de Néal Maidine agus Tine Oíche ("Nuage de matin, feu de soir"), méditation lyrique qui élargit les bornes de la langue.

Parmi les poètes plus importants de la première moitié du XXe siècle, comptent principalement : 
- Seán Ó Ríordáin (1916-1977), né dans une région de langue irlandaise de Cork. Bien que sa poésie se manifeste en forme traditionnelle, elle a une teneur très individuelle et expressive. En prose Ó Ríordáin pouvait être un écrivain clair mais profonde, comme le témoignent ses journaux.
- Máirtín Ó Direáin (1910-1988), né dans les îles d’Aran, d’abord poète de la nostalgie, puis créateur d’une poésie austère.

## Littérature contemporaine

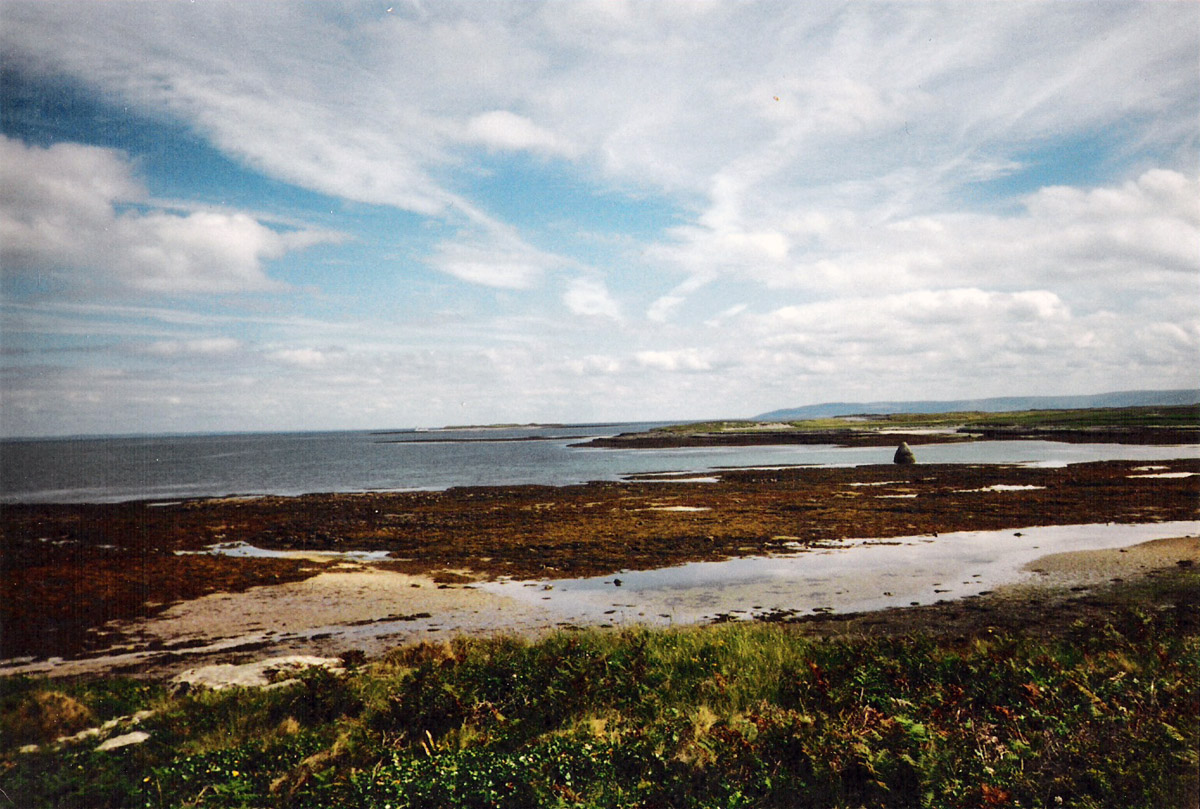
Inishmore (Inis Móir en irlandais), lieu de naissance de Liam Ó Flaithearta

Le déclin de l’irlandais dans les régions rurales où elle était la langue maternelle a entraîné l’ascendance graduelle des écrivains urbains. Néanmoins, il y a encore des écrivains intéressants qui appartiennent au milieu traditionnel :  Páraic Breathnach (en) (1956-), Micheál Ó Conghaile (en) (1962-) et Pádraig Ó Cíobháin (en) (1951-), par exemple. Ils se tiennent à la tradition réaliste, comme Dara Ó Conaola (en) (?) et Joe Steve Ó Neachtain (en) (1942-2020, auteur assez populaire).
Les femmes jouissent d’une position éminente comme poètes : 
- Máire Mhac an tSaoi (1922-2021), savante bien estimée, qui maîtrise également des formes poétiques classiques et un style contemporain,
- Caitlín Maude (1941-1982), née en Connemara en milieu gaélique, morte tragiquement en 1982, créatrice d'une œuvre élégante marquée par les mythes ancestraux,
- Nuala Ní Dhomhnaill (1952-), née, elle aussi, en milieu gaélique, et qui jouit maintenant d’un statut élevé et s’intéresse particulièrement à l’élément mythique de la réalité,
- Biddy Jenkinson (1949, un pseudonyme), qui représente une tradition poétique urbaine, et écrit des contes policiers pleins d’esprit.

Parmi les hommes, on remarque :
- Michael Hartnett (en) (1941-1999), poète mordant en irlandais et en anglais,
- Gabriel Rosenstock (en) (1949-),
- Michael Davitt (1950-2005), poète capricieux et mélancolique,
- Liam Ó Muirthile (en) (1950-2018),
- mais aussi  Tomás Mac Síomóin (en) (1938-2022), Cathal Ó Searcaigh (en) (1956-), Diarmuid Johnson (en) (1965-) et Louis de Paor (en) (1961-) (qui a longtemps vécu en Australie).

Aujourd’hui, en ce qui concerne la prose, on attache un peu plus d’importance aux genres populaires, ce qui se manifeste, par exemple, dans l’œuvre d’Éilís Ní Dhuibhne (en) (1954-), auteure de romans, de contes et de pièces. Lorcán Ó Treasaigh est de la même façon l’auteure d’un livre intitulé Céard é English?  ("Qu’est-ce que l’anglais ?") sur son éducation à Dublin avec l’irlandais comme langue maternelle.
Pat the Pipe - Píobaire, roman de Colm Ó Snodaigh (en) (1966-), décrit les aventures d’un musicien ambulant à Dublin dans les années 1990.
On ne cesse pas de lire et d’écrire des contes, genre littéraire toujours à la mode en Irlande, particulièrement en irlandais. Donncha Ó Céileachair (en) (1918-1960) et Síle Ní Chéileachair (en) (1924-1985), frère et sœur, ont publié ensemble le recueil Bullaí Mhártain en 1955, ouvrage qui a fait progresser la tradition.
L’auteur renommé (principalement en anglais) Liam O'Flaherty (1896-1984), a publié le recueil Dúil (« Désir »), son seul ouvrage considérable en irlandais (sa langue maternelle).
Une importance particulière s’attache maintenant à Seán Mac Mathúna (en), auteur peu fécond, dont le conte inquiétant Ding (« Le coin ») a attiré la plus grande attention.
Daithí Ó Muirí (en), d’une génération plus jeune, a également su créer une œuvre impressionnante, caractérisée par un style coulant et hallucinant.

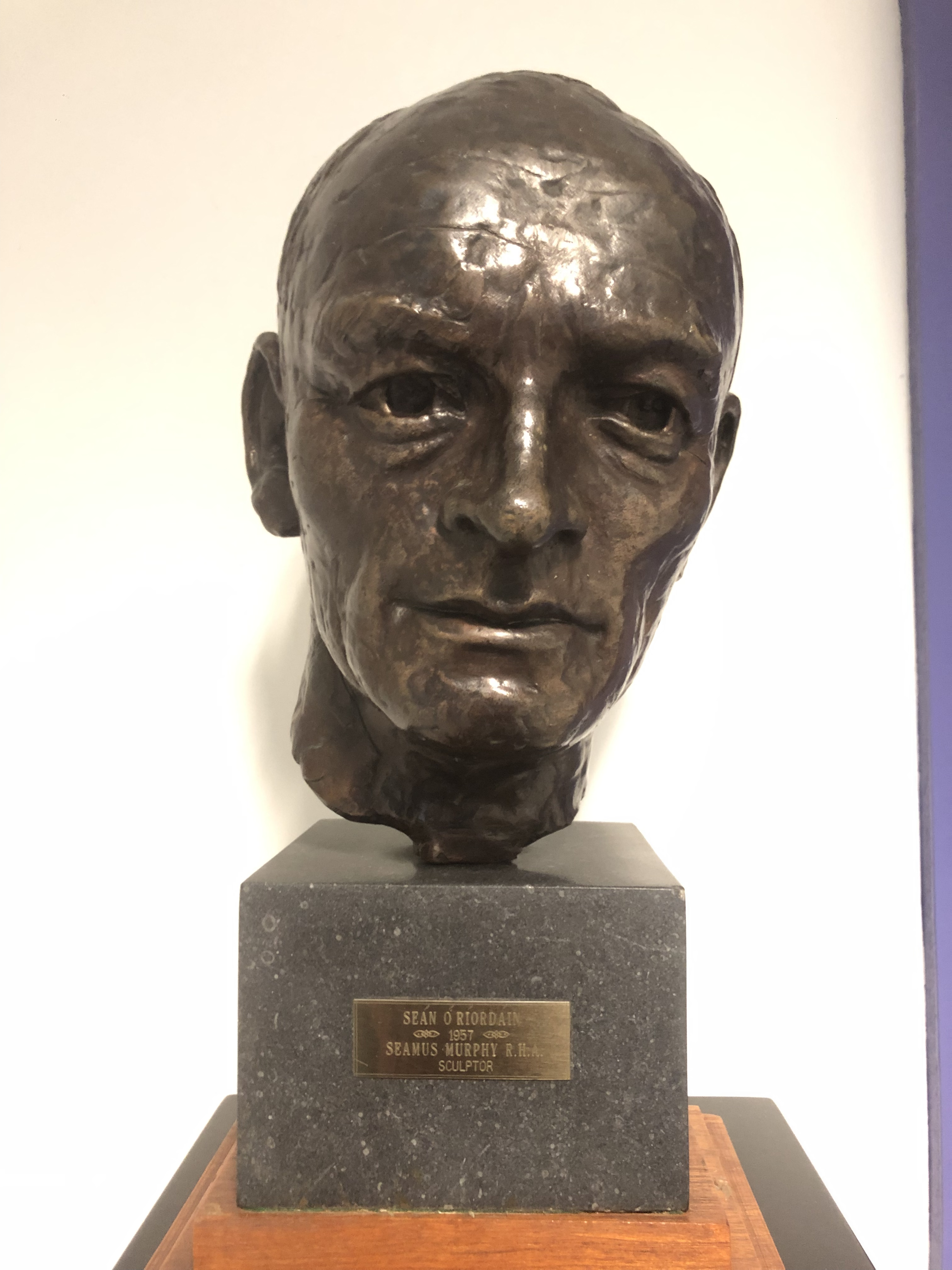
Seán Ó Ríordáin
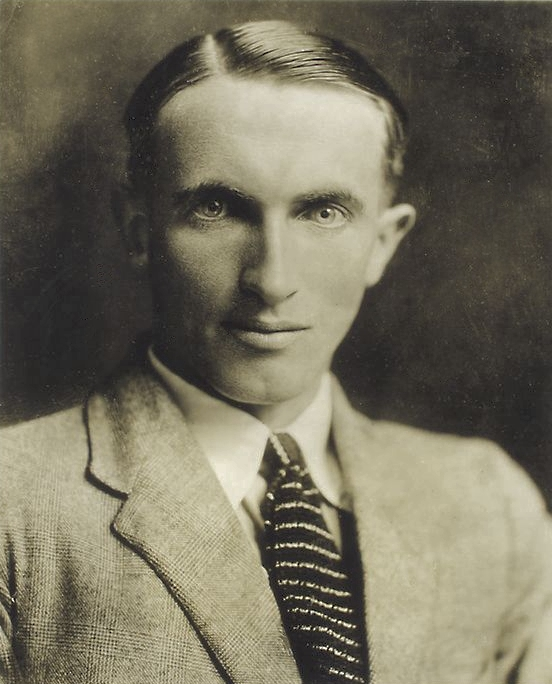
Liam O'Flaherty
Catilín Maude
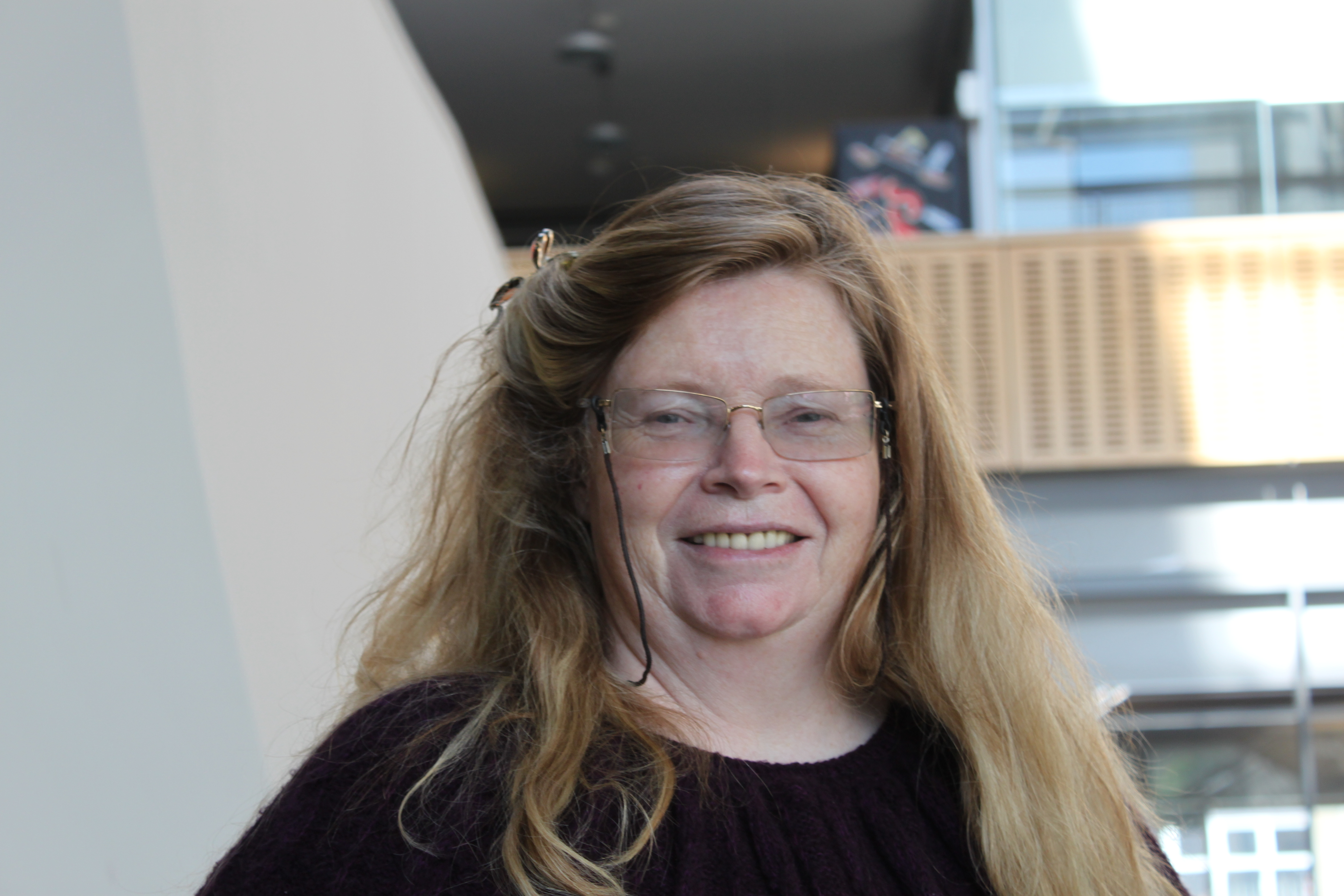
Nuala Ní Dhomhnaill
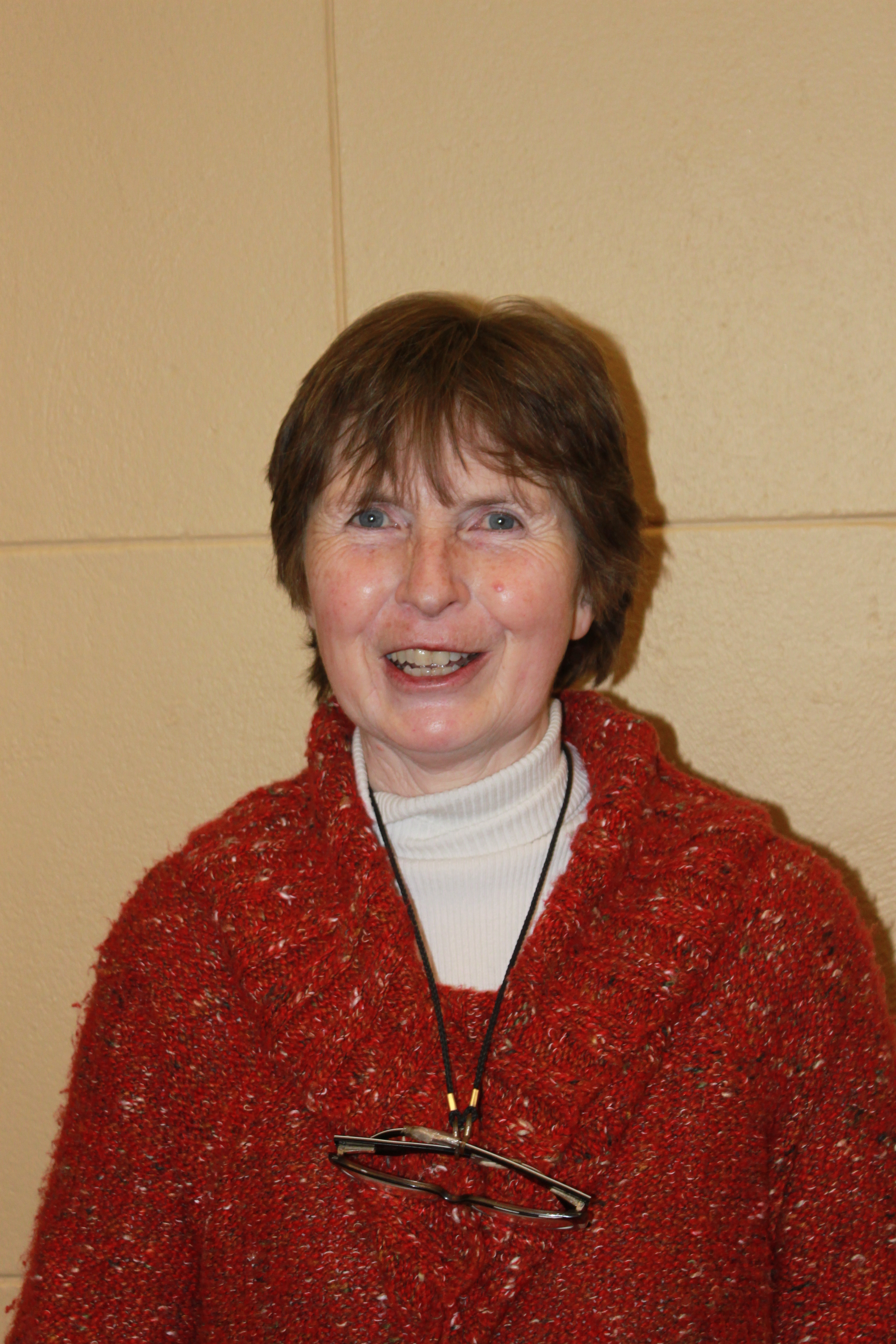
Biddy Jenkinson

## Revues littéraires
Deux revues, qui ont publié nombre d'auteurs importants, sont principalement responsables de l’encouragement de la poésie et de la fiction :
- Comhar (en) (« Coopération », 1942-)[14], en perte de lectorat, récemmen t restructurée,
- Feasta (en) (« L’avenir », 1948-)[15], dirigée vers 2020 par le poète et militant Pádraig Mac Fhearghusa (en) (1947-), et organe officiel de la Ligue gaélique (Conradh na Gaeilge), cependant avec une ligne éditoriale indépendante.

## Écrivains en irlandais d’outre-mer
L’irlandais ne manque pas d'écrivains ultra-marins.
Un d’entre eux est Panu Petteri Höglund (1966-), écrivain et traducteur d’origine finlandaise, s’engage avec des thèmes durs et réalistes, tout en méditant sur les significations morales de l’action humaine. Il utilise un dialecte d’Ulster comparable à celui de Séamas Ó Grianna.
En Australie aussi on trouve plusieurs auteurs en irlandais, dont 
- Muiris Mossie O Scanlain, An Mám ó Dheas (2009, Le col au sud), livre dans la vraie tradition des autobiographies gaéliques, raconte la vie de Muiris Ó Scanláin, né en Kerry, ouvrier en Angleterre et en Australie, et chanteur traditionnel[17],
- Colin Ryan, dont les contes paraissent fréquemment dans les revues, avec des caractères qui habitent souvent un monde chimèrique, et dont un recueil de contes est publié en 2015, Teachtaireacht, une collection de ses histoires courtes[18].

En France, quelques autres écrivains aussi : 
- Derry O'Sullivan (en) (1944-), poète en irlandais et en français d'origine irlandaise, déjà vieux parisien,
- Pádraig Ó Siadhail (en) (né à Derry, Irlande), poète et journaliste, résident canadien.

## Maisons d’édition en irlandais
Plusieurs maisons d’édition se spécialisent dans des ouvrages en irlandais, dont :  
- Cló Chaisil publie seulement des livres en irlandais. Les lecteurs comprennent des jeunes et des adultes.
- Cló Iar-Chonnachta, maison fondée en 1985, a pour but particulier la publication des œuvres originales dans les régions de langue irlandaise. Elle a publié plus de 300 livres, la plupart en irlandais.
- Cois Life, maison fondée en 1995, publie des ouvrages littéraires et universitaires, y compris pièces, fiction et poésie.
- Coiscéim, maison fondée en 1980, a publié environ 700 livres, et en conséquence est la maison d’édition privée la plus grande d’Irlande.
- An Gúm publie des livres en irlandais depuis 1926 sous l’égide de l’État. C’est la maison d’édition de langue irlandaise la plus importante du pays et, en plus de livres pédagogiques, publie un peu de fiction pour les jeunes.
- An tSnáthaid Mhór, maison fondée en 2005, vise à publier des livres contemporains de haute qualité.